# Sanjiang (socken i Kina, Guangxi, lat 21,92, long 110,11)
Sanjiang (kinesiska: 三江, 三江乡) är en socken i Kina. Den ligger i den autonoma regionen Guangxi, i den södra delen av landet, omkring 210 kilometer sydost om regionhuvudstaden Nanning.
Genomsnittlig årsnederbörd är 2 242 millimeter. Den regnigaste månaden är augusti, med i genomsnitt 445 mm nederbörd, och den torraste är februari, med 23 mm nederbörd.